# Taftan Tour
El Taftan Tour fue una carrera ciclista profesional por etapas que se disputaba en Irán, a primeros del mes de marzo. 
Se disputaron dos ediciones, en 2007 y 2008, formando parte del UCI Asia Tour, dentro de la categoría 2.2 (última categoría del profesionalismo). 
El número de etapas fue variable así su primera edición tuvo prólogo más 4 etapas la segunda tuvo prólogo más 5 etapas y una de ellas contrarreloj. Eso si, siempre comenzó en Zahedan y finalizó en Chabahar.

## Palmarés
| Año  | Ganador         | Segundo              | Tercero         |
| ---- | --------------- | -------------------- | --------------- |
| 2007 | Hossein Nateghi | Ali Reza Asgharzadeh | Hamed Seifi Kar |
| 2008 | Hossein Nateghi | Hossein Alizadeh     | Vahid Chaffare  |

## Palmarés por países
| País | Victorias |
| ---- | --------- |
| Irán | 2         |